# Helcostizus restaurator
Helcostizus restaurator är en stekelart som först beskrevs av Fabricius 1775.  Helcostizus restaurator ingår i släktet Helcostizus och familjen brokparasitsteklar. Arten är reproducerande i Sverige. Inga underarter finns listade i Catalogue of Life.